# Prionozuch
Prionosuchus – rodzaj płaza z rzędu temnospondyli, żyjącego w późnym permie (około 270 milionów lat temu) na terenie obecnej Brazylii.

## Opis szczątków
Fragmentaryczne skamieniałości zwierzęcia odkryto w formacji Pedra do Fogo, w okolicach miasta Parnaíba na północnym wschodzie Brazylii. Opisu zwierzęcia dokonał L.I. Price w roku 1948. Zwierzę osiągało około 9 metrów długości i mogło być największym płazem w historii Ziemi.

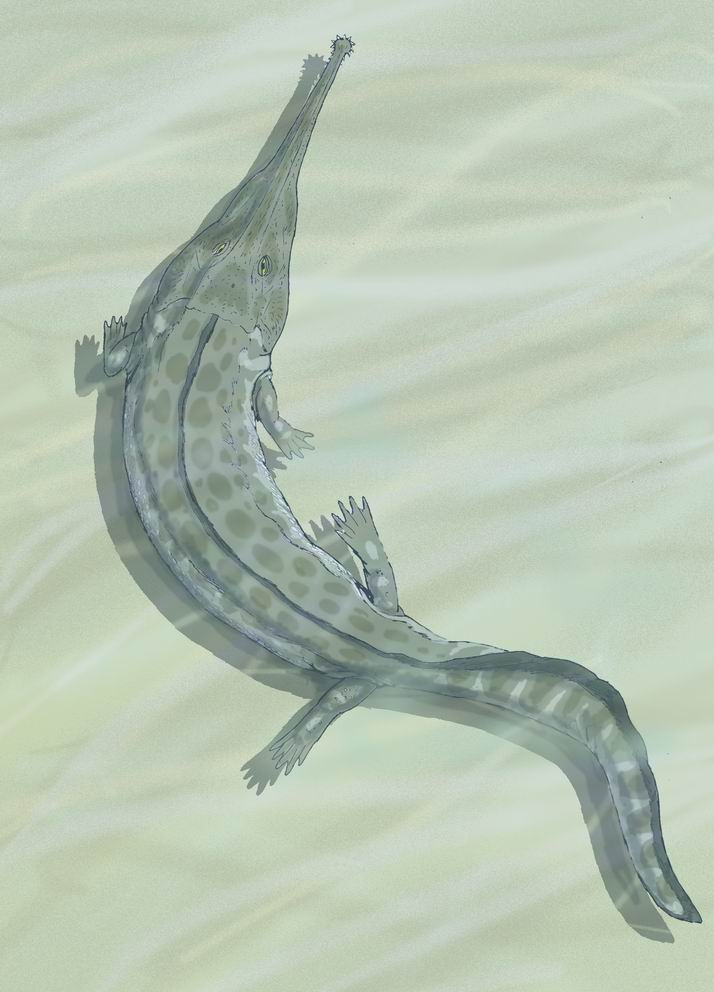
Prionosuchus plummeri

Prionozuch posiadał wydłużony, zwężający się pysk, zaopatrzony w liczne zęby, ciało było podłużne i zaopatrzone w krótkie kończyny. Ogon przystosowany był do pływania. Wszystkie te cechy sprawiały, że zwierzę przypominało z wyglądu dzisiejsze krokodyle. Tak jak one, prionozuch polował zapewne z ukrycia, żywiąc się rybami i innymi zwierzętami żyjącymi w wodzie.

## Systematyka
Rodzaj Prionosuchus zawiera w sobie pojedynczy opisany gatunek, Prionosuchus plummeri. Caroll zaklasyfikował prionozucha do rodziny Archegosauridae. Archegozaury należały do temnospondyli, zajmowały tę samą niszę ekologiczną co krokodyle i aligatory, a ich typowym przedstawicielem był archegozaur żyjący na terenie Europy. Wymarły pod koniec permu, a ich miejsce zajęły na początku triasu fitozaury.
Według Coksa i Hutchinsona (1991) rodzaj Prionosuchus był synonimiczny z rosyjskim rodzajem Platyoposaurus. W związku z tym, określono wiek formacji Pedra do Fogo na środkowy i późny perm. Jednakże, platyopozaur był dużo mniejszy od prionozucha i mierzył zaledwie 2,5 metra. Oznacza to, że należał co najmniej do innego gatunku. Alternatywne badania roślin formacji Pedra do Fogo wykazały, że reprezentuje ona nie środkowy, ale wczesny perm. Tak więc prionozuch i platyopozaur nie żyły w tym samym czasie. Większość paleontologów uważa istnienie rodzaju Prionosuchus za uzasadnione.

## Paleoekologia

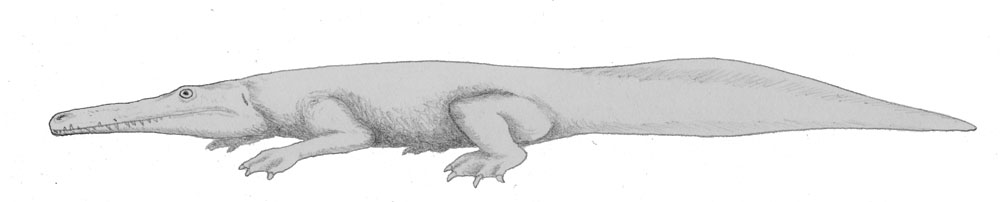
Prionosuchus

Prionozuch żył w wilgotnym, tropikalnym środowisku, o czym świadczą skamieniałości roślin z formacji.
Skały reprezentują środowisko o charakterze lagunowym i rzecznym. Inne zwierzęta znalezione w formacji, to ryby (w tym prymitywne rekiny i ryby dwudyszne) oraz inne płazy.

| ← mln lat temuPrionozuch |          |            |          |          |           |         |          |         |          |           |      |    |
| Prekambr←4,6 mld         | Kambr541 | Ordowik485 | Sylur443 | Dewon419 | Karbon359 | Perm299 | Trias252 | Jura201 | Kreda145 | Paleog.66 | Ng23 | Q2 |